# Aroma Park
Aroma Park es una villa ubicada en el condado de Kankakee en el estado estadounidense de Illinois. En el Censo de 2010 tenía una población de 743 habitantes y una densidad poblacional de 135,45 personas por km².

## Geografía
Aroma Park se encuentra ubicada en las coordenadas 41°4′23″N 87°48′38″O / 41.07306, -87.81056. Según la Oficina del Censo de los Estados Unidos, Aroma Park tiene una superficie total de 5.49 km², de la cual 4.81 km² corresponden a tierra firme y (12.32%) 0.68 km² es agua.

## Demografía
Según el censo de 2010, había 743 personas residiendo en Aroma Park. La densidad de población era de 135,45 hab./km². De los 743 habitantes, Aroma Park estaba compuesto por el 89.5% blancos, el 4.17% eran afroamericanos, el 0.27% eran amerindios, el 0.13% eran asiáticos, el 0% eran isleños del Pacífico, el 4.71% eran de otras razas y el 1.21% pertenecían a dos o más razas. Del total de la población el 8.34% eran hispanos o latinos de cualquier raza.